# Limenária (ort i Grekland, Attika)
Limenária är en ort i Grekland.   Den ligger i prefekturen Nomós Piraiós och regionen Attika, i den sydöstra delen av landet, 50 km sydväst om huvudstaden Aten. Limenária ligger 136 meter över havet och antalet invånare är 128. Den ligger på ön Nisí Agkístri.
Terrängen runt Limenária är kuperad åt sydost, men norrut är den platt.  Närmaste större samhälle är Aegina, 10,6 km nordost om Limenária. 